# Partícula virtual
Una partícula virtual és en general una partícula elemental que existeix durant un temps tan curt que, a causa del principi d'incertesa de Heisenberg, no és possible mesurar les seves propietats de forma exacta. El terme "virtual" s'utilitza en contraposició al de "real" per a explicar les violacions aparents que realitzen, quan s'observen individualment, de les lleis de conservació durant el seu intercanvi entre dues partícules reals.

## Forces fonamentals
Les forces fonamentals estan transmeses pels bosons de gauge. Quan aquests bosons transmeten les forces són virtuals, i són creats en el buit.
Fins i tot en el buit més perfecte, ja sigui el que es creu en un laboratori, l'espai intergalàctic, o el buit interatòmics, són creats contínuament bosons de gauge amb una existència extremadament breu. La mecànica quàntica prediu que l'energia del buit mai pot arribar a ser zero. L'energia menor possible del buit es diu energia del punt zero, i és precisament aquesta poca (encara que no nul·la) energia de les partícules virtuals. Aquest model del buit es diu buit mecànico-quàntic, o més curt, buit quàntic.
La transmissió de les forces entre les diferents càrregues de cada interacció està descrita per la teoria quàntica de camps, que descriu com els bosons de gauge virtuals es transmeten a través del buit polaritzat entre les càrregues reals.
Alguns d'aquests bosons també es presenten reals en diferents fenòmens:
- Els fotons són partícules reals quan els observem en qualsevol tipus de radiació electromagnètica, com la llum o els raigs X. Quan transmet la interacció electromagnètica entre partícules amb càrrega elèctrica els fotons són virtuals.
- Els gluons que transmeten la interacció forta entre partícules amb càrrega de color són virtuals. Els gluons reals poden formar boles de gluons (l'existència de les quals no ha estat comprovada).

## Parells partícula-antipartícula
No només sorgeixen bosons de gauge en el buit quàntic, sinó també parells partícula-antipartícula, com per exemple parells electró-positró, o parells quark amunt-antiquark dalt, etc.
Sempre s'ha de crear una partícula amb la seva antipartícula, conservant així el nombre fermiònic (un nombre quàntic) de l'univers. Les partícules que sorgeixen d'aquesta manera són virtuals perquè quan apareixen, tenen tan poca energia que a l'instant s'aniquilen entre si.

## Apantallament
Prop de qualsevol tipus de partícula real que tingui algun tipus de càrrega elemental associada a qualsevol tipus d'interacció, les partícules virtuals que sorgeixen en el buit i tenen aquesta càrrega es polaritzen durant la seva curta existència, donant lloc així a una polarització neta del buit al seu voltant.
Prenguem com a exemple un electró real: els parells electró-positró virtuals que apareixen al seu voltant es polaritzen: els electrons virtuals rebutjats del real, i els positrons virtuals acostant-se. L'efecte total de la polarització del buit és el de reduir la càrrega efectiva de la partícula real, fenomen conegut com a apantallament.
En el cas dels quarks reals, els quarks virtuals apantallen tant la càrrega elèctrica com la càrrega de color, però en aquest cas, gluons virtuals també es polaritzen (al contrari que els fotons elèctricament neutres en el cas de l'electró). Els gluons tenen càrrega de color i d'anticolor i la seva polarització és oposada a la dels parells de quarks-antiquarks virtuals, fent que la càrrega de color efectiva de la partícula real sigui més gran com més gran sigui la distància a la càrrega real. Aquest fenomen contrari al que passava abans amb l'electró s'anomena antiapantallament. L'antiapantallament es perd com més a prop s'està de la càrrega real, el que dona lloc a la llibertat asimptòtica dels quarks.

## Radiació dels forats negres
El fenomen de la producció de parells passa fins i tot a la vora de l'horitzó d'esdeveniments d'un forat negre. Pot passar que una de les partícules del parell produït caigui dins el forat i que l'altra es salvi, convertint-se en una partícula real.
Com una de les partícules s'ha tornat real, s'hauria violat la llei de conservació de la massa-energia. Però això no és així, ja que el forat negre "paga", cedint en realitat una mica de la seva pròpia energia. El procés continuat fa perdre contínuament energia al forat negre fins que després d'un temps directament proporcional a la superfície de l'horitzó de successos el forat desapareix completament.
Aquest procés s'anomena evaporació del forat negre, i és causada per fotons que es tornen reals.